# Pic de Risoul
Le pic de Risoul est un sommet des Pyrénées françaises situé dans le département de l'Ariège en région Occitanie.

## Géographie

### Topographie
Situé sur la commune nouvelle de Val-de-Sos, dans le département de l'Ariège, en vallée de Vicdessos, le pic de Risoul est situé sur la crête d'Esplas, issue de la pique d'Endron et séparant la vallée de Sem et celle de Goulier. Son imposante face nord domine de plus de 600 mètres le bourg de Vicdessos.
Le sommet est situé dans le périmètre du parc naturel régional des Pyrénées ariégeoises.

### Géologie
La roche est essentiellement siliceuse.
Au cours des glaciations, le flanc nord de la pique d'Endron donnait naissance à un glacier qui se partageait ensuite au pied de la falaise de Risoul en deux langues glaciaires. Chacune d'elles confluait avec le grand glacier de Vicdessos qui a pu atteindre plus de 500 mètres d'épaisseur.[réf. souhaitée]

## Activités
Depuis le village de Goulier au-dessus duquel se trouve Goulier Neige une petite station de ski alpin, le GR 10 rejoint en une heure environ le col de Risoul. De là, il faut compter 10 minutes pour atteindre le sommet par l'arête ouest.
L'arête ouest et la face nord de ce sommet sont parcourus par deux via ferrata. Le sommet constitue également un point de décollage, de type falaise, pour les parapentes.